# Faranak
 (novembre 2012).
Si vous disposez d'ouvrages ou d'articles de référence ou si vous connaissez des sites web de qualité traitant du thème abordé ici, merci de compléter l'article en donnant les références utiles à sa vérifiabilité et en les liant à la section « Notes et références ».
Farânak (en persan : فرانک) est un personnage féminin de l’œuvre épique de Ferdowsi, le Livre des Rois. 
Elle est l'épouse d'Abtine et la mère de Fereydoun.